# Thierry Perreux
Thierry Perreux (Soisy-sous-Montmorency, 4 de março de 1963) é um ex-handebolista profissional e treinador francês, medalhista olimpico.
Thierry Perreux fez parte do elenco medalha de bronze, em Barcelona 1992. Com 6 partidas e 8 gols.